# Bartholomeus Breenbergh

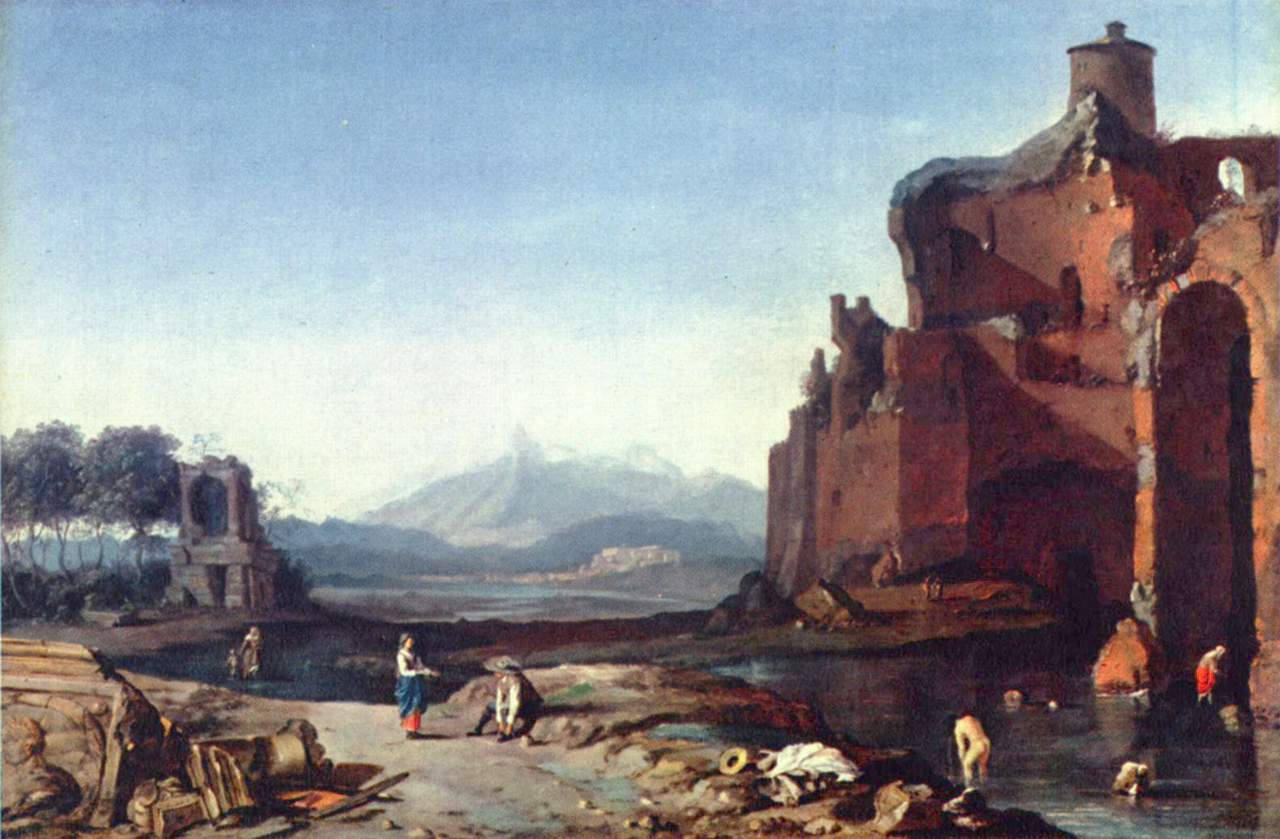
Italienskt landskap med aurelianska muren.

Faraos dotter finnande Moses, Hallwylska museet.

Bartholomeus Breenbergh eller Breenborch, född i november 1598, död i oktober 1657, var en holländsk konstnär.
Breenbergh slöt sig under studier i Italien till Adam Elsheimers riktning och till Paul Bril och utförde landskap med bibliska och mytologiska scener, av vilka flera finns i Kassel, en del i Amsterdam, Dresden och Köpenhamn. Två ruinlandskap av Breenbergh finns på Nationalmuseum i Stockholm. En liten signerad tavla, föreställande Faraos dotter finnande Moses finns på Hallwylska museet.